# مايك دوسن
مايك دوسن (بالإنجليزية: Mike Dawson)‏ هو لاعب كرة قدم أمريكية أمريكي، ولد في 16 أكتوبر 1953 في دوركينغ في المملكة المتحدة، وتوفي في 14 مارس 2008 في توسان في الولايات المتحدة بسبب نوبة قلبية.

## وصلات خارجية
- مايك دوسن على موقع مرجع كرة القدم المحترفة.كوم (الإنجليزية)